# OCCAR
OCCAR（フランス語: Organisation Conjointe de Coopération en matière d'ARmement）は、欧州で防衛装備の共同開発プログラムを管理する政府間組織で、ベルギー、フランス、ドイツ、イタリア、スペインおよびイギリスが加盟している。日本語では「防衛装備協力共同機構」、「共同装備協力機構」、「統合装備協力機構」などと訳される。

## 歴史
OCCARは、1996年11月12日にフランス、ドイツ、イタリア、イギリスの国防大臣により設立された。ただし、法的地位が確立されたのは2001年1月に創設国の議会でOCCAR条約が批准されてからである。他のヨーロッパ諸国についても、少なくともOCCAR加盟国のうち1つが参加する共同開発プログラムに実質的に関与し、OCCAR条約を批准することで、OCCARに加盟することができる。ベルギーとスペインはそれぞれ2003年と2005年に加盟した。
また、OCCARに加盟せずにOCCARの共同開発プログラムに参加することもでき、EUあるいはNATOの加盟国であるトルコ、オランダ、ルクセンブルク、フィンランド、スウェーデン、リトアニア、ポーランドはOCCARに加盟せずに1つ以上のOCCARのプログラムに参加している。

## 組織構造
OCCARにおける最高意思決定機関は、監理委員会（Board of Supervisors、BoS）であり、各OCCARプログラムは戦略的決定を司るプログラム理事会（Programme Board）と運用上の決定を司るプログラム委員会により監督される。そして、プログラムはこれらの監督機関の決定に従って、OCCAR執行本部（OCCAR Executive Administration、OCCAR-EA）により実行される。OCCAR-EAは中央オフィスとプログラム部門で構成され、300人以上のスタッフを擁し、本部長（2019年9月からマッテオ・ビスチェリア）が統括している。

## 現在のプログラム
現在OCCARが管理している共同開発プログラムは、以下の14件である。
- A400M - 戦術・戦略輸送機
- ボクサー装輪装甲車 - 多目的装甲車両
- COBRA - 対砲兵レーダーシステム
- ESSOR（European Secure Software-defined Radio）- 高セキュリティソフトウェア無線
- FREMM計画 - マルチミッションフリゲート
- FSAF/PAAMS - 地対空/艦対空ミサイル防衛システム
- LSS（Logistic Support Ship、後方支援船）
- European MALE RPAS（Medium Altitude Long Endurance Remotely Piloted Aircraft System） - 中高度長時間航続遠隔操縦航空機システム（ユーロドローン）
- MMCM（Maritime Mine Counter Measure） - 対機雷システム
- MMF（Multinational Multi-Role Tanker Transport Fleet） - エアバス A330 MRTT
- MUSIS（MUltinational Space based Imaging System） - 衛星イメージングシステム
- NVC（Night Vision Capability） - 暗視装置
- PPA - 多目的巡視船
- ティーガー - 攻撃ヘリコプター

## 関連項目

欧州防衛機関への参加